# Родригес Гарсия, Франсиско
Франсиско Родригес Гарсия (исп. Francisco Rodríguez García 8 марта 1934, Барселона — 17 мая 2022, Барселона) — испанский футболист и футбольный тренер, игрок сборной Испании.

## Карьера
Родри родился в Барселоне. Подписал контракт с ФК «Барселона» в 1958 году, перейдя из соседнего клуба «Кондал». Он сыграл 48 матчей в первых двух сезона, которые завершились завоеванием Ла Лиги, но в последних четырех сыграл только в девяти матчах.
Родри дебютировал на высшем уровне в составе ФК «Кондаль», проиграв 9 сентября 1956 года в гостях футбольному «Реал Мадрид» со счетом 0:6, а сезон закончился выбыванием. Он покинул команду в 1966 году в возрасте 32 лет, вскоре после этого уйдя на пенсию он выступал в качестве помощника менеджера в своей основной команде, в основном под руководством Ринуса Михелса.
В 1962 году Родри провел 4 матча за сборную Испании и был включен в состав сборной на чемпионат мира по футболу. На турнире в Чили он участвовал в двух матчах: победе над Мексикой (1:0) и поражении от Бразилии (1:2), в итоге не выйдя в плей-офф с командой.